# Бозсу (Туркестанская область)
Бозсу (каз. Бозсу, до 2001 г. — Ленино) — село в Келесском районе Туркестанской области Казахстана. Входит в состав Актобинского сельского округа. Код КАТО — 515437680.

## Население
В 1999 году население села составляло 1262 человека (636 мужчин и 626 женщин). По данным переписи 2009 года, в селе проживали 1603 человека (803 мужчины и 800 женщин).